# Horacio Ameli
Horacio Andrés Ameli (Rosario, 7 luglio 1974) è un ex calciatore argentino, di ruolo difensore.

## Carriera

### Club
Ha iniziato la sua carriera da professionista nel Colón nel 1994 e vi giocherà per due stagioni fino al 1996. La stagione successiva approda in Europa al Rayo Vallecano, dove rimane una sola annata.
Successivamente si trasferisce al San Lorenzo. Nel 2002 approda in Brasile, prima all'Internacional e poi al San Paolo.
Nel 2003 passa al River Plate, dove milita una stagione per poi passare nel 2004 ai messicani dell'Club America.
Nel 2005 ritorna al River Plate.
Nel 2006 passa in prestito al Colón.
A fine stagione non viene riscattato e il 1º luglio 2006 annuncia il ritiro dal calcio giocato all'età di 32 anni.

## La rissa
Il 9 giugno 2004 durante Boca Juniors-River Plate, semifinale d'andata della Copa Libertadores, fu protagonista di una rissa in campo tra le due squadre nella quale ebbe un acceso battibecco con Raúl Cascini e Roberto Abbondanzieri.

## Palmarès

### Club

#### Competizioni nazionali
- Campionato argentino: 1

San Lorenzo: Clausura 2001

#### Competizioni internazionali
- Coppa Mercosur: 1

San Lorenzo: 2001